# Platyscelus serratulus
Platyscelus serratulus är en kräftdjursart som beskrevs av Stebbing 1888. Platyscelus serratulus ingår i släktet Platyscelus och familjen Platyscelidae. Inga underarter finns listade i Catalogue of Life.